# NGC 6069
NGC 6069 (другие обозначения — MCG 7-33-43, ZWG 223.42, PGC 57237) — линзообразная галактика (S0) в созвездии Северная Корона.
Этот объект входит в число перечисленных в оригинальной редакции «Нового общего каталога».